# Amphipsylla tuta
Amphipsylla tuta är en loppart som beskrevs av Wagner 1928. Amphipsylla tuta ingår i släktet Amphipsylla och familjen smågnagarloppor.

## Underarter
Arten delas in i följande underarter:
- A. t. tuta
- A. t. chaliensis
- A. t. deqinensis
- A. t. gregorii